# Свадебные разряды
Свадебные разряды — комплекс архивных документов по историографии, отражающие брачные празднества членов правящей династии России, прежде всего великих князей и царей XV – XVII столетий, росписи придворных лиц и их функции в дни бракосочетаний.
Брачные празднества являлись общественно важным церемониями и отличались особой пышностью и торжеством. Особенно большую политическую значимость свадебный ритуал приобретает с конца XV столетия. Участие в бракосочетании и торжествах принимали многочисленные члены царского двора, служилые люди обслуживающие разнообразные потребности дворцового хозяйства. Назначения на почётные свадебные чины в ходе торжеств были свидетельством личной близости к Государю и поэтому очень высоко ценились.
Свадебные дела правящей династии России состояли из документации трёх типов: свадебного чина (описания хода брачной церемонии и подготовительных к нему материалов), свадебного разряда (предварительные и окончательные его варианты, первичные выписи из “боярских списков” участников свадебного поезда и т. п.), и документов - грамот, росписей, “памятей” и отписок, составлявшихся в связи с выбором невесты, с подготовкой необходимых нарядов, предметов обряда, с назначением караулов на дни свадебных торжеств и т. п.
Несмотря на важнейший и нестандартный, хоть и фрагментарный, источник по истории России, свадебные разряды и документы брачных дел, долгое время находились не в поле зрения историков, хотя разряды свадеб попали на страницы разрядных книг гораздо ранее, чем записи о других дворцовых торжествах, хранившихся в царском архиве.   

## Критика
Свадебные разрядные записи, вместе с другими архивными документами, претерпели многие чрезвычайные происшествия: московские пожары (1547, 1571, 1626 и 1812), петербургские наводнения, небрежность в хранении и многочисленные реорганизации архивохранилищ, что привело к значительной утрате документов. Сохранившиеся документы оказались в значительной мере перепутаны.  Дошедшие источники являются в основном подлинными приказными черновиками, в которых нередко отсутствуют даты и названия документов. Дьякам уже в XVII веке было трудно точно разделить уцелевшие росписи, “памяти” и грамоты свадеб Василия III Ивановича (1526), Ивана IV Васильевича Грозного (февраль 1547) и его младшего брата Юрия Васильевича (ноябрь 1547). Поэтому в дело свадьбы Василия III Ивановича было включено 5 документов бракосочетания Ивана IV Васильевича Грозного. В дело свадьбы Ивана IV Васильевича Грозного попали 2 “памяти” из документации свадебных торжеств его отца и 2 грамоты из свадебного дела его брата Юрия Васильевича.  
В конце XVIII века был напечатан (неудовлетворительно) текст свадебных разрядов, помещенный в одной из редакций разрядных книг. Указанные публикации не удовлетворяют современным требованиям археографии. Не говоря об ошибках в датировке некоторых документов, издатели не указали, по какому принципу отбирались материалы, не оговорили зачеркнутые места текста, правку, пометы на обороте, не дали палеографического описания. В результате важнейшие свидетельства оказались вне поля зрения исследователей эпохи XV – XII веков. 

## Актуальность
Информация свадебных разрядов очень важна. Документы содержат ценные сведения по истории “царского двора”, его личного состава, биографических данных о дворовых (упоминается много лиц впервые). Существенны немногочисленные, а поэтому особенно ценные упоминания о структурных подразделениях “царского двора”. Уникальна информация о дьяках и приказном делопроизводстве, перечень дьяков — первый из аналогичных документов. Для выяснения истории приказного управления показательны формулировки о подьячих: они именуются подьячими тех или иных дьяков (позднее назывались по приказу). Приёмы ведения делопроизводства выясняются из помет. Интересные подробности сообщают публикуемые документы о самом свадебном обряде, хотя наиболее полно это отразилось в свадебных чинах. Из документов следует, что образцом при подготовке свадеб Ивана IV Грозного служило бракосочетание его отца. Источники показывают, каким образом осуществлялось приглашение на свадебный пир и рассадка гостей, их местническое положение, преподносимые подарки. Являются обширными сведениями о мало отражённых в документах древней истории — жёнах и иных лицах женского пола. Свадебные разрядные записи являются ценнейшими документами  по генеалогии дворянских родов и его членов.  